# Onthophagus creber
Onthophagus creber là một loài bọ cánh cứng trong họ Bọ hung (Scarabaeidae).